# Upper Saddle River
Upper Saddle River é um distrito localizado no estado americano de Nova Jérsei, no Condado de Bergen.

## Demografia
Segundo o censo americano de 2000, a sua população era de 7741 habitantes.
Em 2006, foi estimada uma população de 8531, um aumento de 790 (10.2%).

## Geografia
De acordo com o United States Census Bureau tem uma área de
13,7 km², dos quais 13,7 km² cobertos por terra e 0,0 km² cobertos por água.

## Localidades na vizinhança
O diagrama seguinte representa as localidades num raio de 8 km ao redor de Upper Saddle River.